# Абракадабра
Абракадабра је бајање, односно чаробна реч која се често изговара приликом извођења трикова, за коју се у људској историји веровало да има моћ исцељења.

## Историја
Ова реч је први пут поменута у 2. веку у песми De Medicina Praecepta, коју је написао Серенус Самоникус (Serenus Sammonicus), лекар римског цара Каракале, који ју је „преписао“ као лек против маларије. Болесници су је носили као амајлију на којој је реч била исписана у виду троугла:
A - B - R - A - C - A - D - A - B - R - A

A - B - R - A - C - A - D - A - B - R

A - B - R - A - C - A - D - A - B

A - B - R - A - C - A - D - A

A - B - R - A - C - A - D

A - B - R - A - C - A

A - B - R - A - C

A - B - R - A

A - B - R

A - B

A
Помиње се и да је то била мантра коју су лекари изговарали ради очувања жлезде тимус.